# Bureau des Travaux
Le Bureau des Travaux (anglais : Office of Works) était le ministère du Royaume-Uni de Grande-Bretagne chargé d'administrer les travaux publics. Créé en 1851, il fut renommé en 1940 ministère des Travaux (Ministry of Works) et disparut en 1970, intégré au département de l'Environnement. De 1378 à 1782, son prédécesseur les Travaux royaux (King's Works) administrait les travaux de constructions concernant les résidences de la couronne d'Angleterre. 